# Persone di nome Percy
| Questa pagina contiene informazioni ricavate automaticamente dalle voci biografiche con l'ausilio del template Bio e di un bot. L'aggiornamento è periodico e automatico e ricostruisce completamente la pagina. Se manca una persona in questa lista, sei pregato di non aggiungerla, ma accertati piuttosto che la sua voce biografica contenga il template Bio e che i dati anagrafici siano correttamente compilati. Se il template Bio manca, inseriscilo tu stesso o, in alternativa, metti l'avviso {{tmp\|Bio}} che ne segnala la mancanza. Se i dati riportati sono sbagliati, correggi direttamente la voce biografica; le modifiche saranno visibili in questa lista entro pochi giorni. Per chiarimenti vedi il progetto antroponimi. La lista contiene solo le 78 persone che sono citate nell'enciclopedia e per le quali è stato implementato correttamente il template Bio. Pagina aggiornata al 16 ott 2024. |

Questa è una lista di persone presenti nell'enciclopedia che hanno il prenome Percy, suddivise per attività principale.

## Allenatori di calcio(1)
- Percy Avock, allenatore di calcio vanuatuano (Port Vila, n. 1968)

## Ammiragli(2)
- Percy Walker Nelles, ammiraglio canadese (Brantford, n. 1892 - Victoria, † 1951)
- Percy Noble, ammiraglio britannico (Bengala, n. 1880 - Londra, † 1955)

## Archeologi(1)
- Percy Gardner, archeologo e numismatico britannico (Hackney, n. 1846 - Oxford, † 1937)

## Arcivescovi cattolici(1)
- Percy Lorenzo Galván Flores, arcivescovo cattolico boliviano (Tomás Frías, n. 1965)

## Astronomi(1)
- Percy Mayow Ryves, astronomo britannico (Staffordshire, n. 1881 - † 1956)

## Attori(7)
- Percy Aires, attore brasiliano (San Paolo del Brasile, n. 1932 - San Paolo del Brasile, † 1992)
- Percy Daggs III, attore statunitense (n. 1982)
- Percy Helton, attore statunitense (New York, n. 1894 - Hollywood, † 1971)
- Percy Herbert, attore britannico (Londra, n. 1920 - Kent, † 1992)
- Percy Hynes White, attore canadese (St. John's, n. 2001)
- Percy Kilbride, attore statunitense (San Francisco, n. 1888 - Los Angeles, † 1964)
- Percy Standing, attore inglese (Lambeth, n. 1882 - Placer County, † 1950)

## Aviatori(1)
- Percy Wilson, aviatore inglese (Congleton, n. 1895)

## Avvocati(1)
- Mahinda Rajapaksa, avvocato e politico singalese (Weerakatiya, n. 1945)

## Bassisti(1)
- Percy Jones, bassista gallese (n. 1947)

## Bobbisti(1)
- Percy Bryant, bobbista statunitense (New York, n. 1897 - New York, † 1960)

## Calciatori(12)
- Percy Barton, calciatore inglese (n. 1893 - † 1961)
- Percy Colque, calciatore boliviano (La Paz, n. 1976)
- Percy Fairclough, calciatore inglese (Londra, n. 1858 - † 1947)
- Percy Humphreys, calciatore e allenatore di calcio inglese (Cambridge, n. 1880 - Londra, † 1959)
- Percy Olivares, ex calciatore peruviano (Lima, n. 1968)
- Limbert Pizarro, calciatore boliviano (Santa Cruz de la Sierra, n. 1976)
- Percy Rojas, ex calciatore peruviano (Lima, n. 1949)
- Percy Sands, calciatore inglese (Londra, n. 1881 - † 1965)
- Percy Smith, calciatore e allenatore di calcio inglese (Burbage, n. 1880 - Watford, † 1959)
- Percy Tau, calciatore sudafricano (Witbank, n. 1994)
- Percy Walsingham, calciatore inglese (Londra, n. 1888)
- Percy Walters, calciatore inglese (Ewell, n. 1863 - Ashtead, † 1936)

## Cantanti(1)
- Percy Mayfield, cantante statunitense (Minden, n. 1920 - Los Angeles, † 1984)

## Chimici(2)
- Percy Frankland, chimico inglese (n. 1858 - † 1946)
- Percy Lavon Julian, chimico e botanico statunitense (Montgomery, n. 1899 - Waukegan, † 1975)

## Chirurghi(1)
- Percy Lowe, chirurgo e ornitologo inglese (n. 1870 - † 1948)

## Compositori(1)
- Percy Grainger, compositore australiano (Melbourne, n. 1882 - White Plains, † 1961)

## Contrabbassisti(1)
- Percy Heath, contrabbassista statunitense (Wilmington, n. 1923 - Southampton, † 2005)

## Diplomatici(3)
- Percy Loraine, diplomatico britannico (Londra, n. 1880 - † 1961)
- Percy Sipho Mngometulu, diplomatico swazilandese (Johannesburg, † 2019)
- Percy Smythe, VI visconte Strangford, diplomatico britannico (Londra, n. 1780 - Londra, † 1855)

## Drammaturghi(1)
- Percy MacKaye, drammaturgo, poeta e librettista statunitense (New York, n. 1875 - Cornish, † 1956)

## Egittologi(1)
- Percy Newberry, egittologo britannico (Londra, n. 1869 - Godalming, † 1949)

## Fisici(1)
- Percy Williams Bridgman, fisico statunitense (Cambridge, n. 1882 - Randolph, † 1961)

## Generali(4)
- Percy Zachariah Cox, generale e funzionario britannico (Harwood Hall, n. 1864 - Melchbourne, † 1937)
- Percy Hobart, generale britannico (Nainital, n. 1885 - Farnham, † 1957)
- Percy Radcliffe, generale britannico (n. 1874 - † 1934)
- Percy Sykes, generale, diplomatico e scrittore britannico (Canterbury, n. 1867 - Londra, † 1945)

## Giocatori di football americano(2)
- Percy Butler, giocatore di football americano statunitense (Plaquemine, n. 2000)
- Percy Snow, ex giocatore di football americano statunitense (Canton, n. 1967)

## Giornalisti(1)
- Percy Bunting, giornalista inglese (Manchester, n. 1836 - Londra, † 1911)

## Ingegneri(1)
- Percy Spencer, ingegnere e inventore statunitense (Howland, n. 1894 - Newton, † 1970)

## Inventori(1)
- Percy Pilcher, inventore britannico (Bath, n. 1867 - † 1899)

## Matematici(2)
- Percy Heawood, matematico britannico (Newport, n. 1861 - Durham, † 1955)
- Percy Alexander MacMahon, matematico britannico (Sliema, n. 1854 - Bognor Regis, † 1929)

## Militari(1)
- Percy Fawcett, militare, archeologo e esploratore britannico (Torquay, n. 1867 - Mato Grosso, † 1925)

## Musicisti(2)
- Percy Faith, musicista, direttore d'orchestra e compositore canadese (Toronto, n. 1908 - Los Angeles, † 1976)
- Percy Sledge, musicista e cantante statunitense (Leighton, n. 1940 - Baton Rouge, † 2015)

## Musicologi(1)
- Percy M. Young, musicologo, giornalista e organista britannico (Northwich, n. 1912 - York, † 2004)

## Nuotatori(1)
- Percy Courtman, nuotatore britannico (Chorlton-cum-Hardy, n. 1888 - Neuville-Bourjonval, † 1917)

## Ostacolisti(1)
- Percy Beard, ostacolista e allenatore di atletica leggera statunitense (Hardinsburg, n. 1908 - Gainesville, † 1990)

## Pallanuotisti(1)
- Eric Johnston, pallanuotista australiano (Leichhardt, n. 1914 - Sydney, † 2005)

## Pistard(1)
- Percy Wyld, pistard britannico (Tibshelf, n. 1907 - Derby, † 1972)

## Pittori(1)
- Wyndham Lewis, pittore e scrittore britannico (Amherst, n. 1882 - Londra, † 1957)

## Poeti(1)
- Percy Bysshe Shelley, poeta britannico (Horsham, n. 1792 - Viareggio, † 1822)

## Politici(2)
- Percy Scawen Wyndham, politico e ufficiale inglese (n. 1835 - † 1911)
- Percy Spender, politico e diplomatico australiano (Sydney, n. 1897 - Sydney, † 1985)

## Rapper(4)
- MF Grimm, rapper, beatmaker e fumettista statunitense (New York, n. 1970)
- Master P, rapper, imprenditore e produttore discografico statunitense (New Orleans, n. 1970)
- Lil' Romeo, rapper, attore e ex cestista statunitense (New Orleans, n. 1989)
- Tragedy Khadafi, rapper e produttore discografico statunitense (New York, n. 1971)

## Registi(2)
- Percy Nash, regista britannico (n. 1868 - † 1958)
- Percy Stow, regista inglese (Islington, n. 1876 - Torquay, † 1919)

## Scacchisti(1)
- Percy Francis Blake, scacchista e compositore di scacchi britannico (Manchester, n. 1873 - Grappenhall, † 1936)

## Sceneggiatori(1)
- Percy Heath, sceneggiatore, commediografo e giornalista statunitense (n. 1884 - Hollywood, † 1933)

## Scrittori(1)
- Percy Howard Newby, scrittore inglese (Crowborough, n. 1918 - Garsington, † 1997)

## Siepisti(1)
- Percy Hodge, siepista e mezzofondista britannico (Herm, n. 1890 - Bexhill-on-Sea, † 1967)

## Storici(1)
- Percy Ernst Schramm, storico tedesco (Amburgo, n. 1894 - Gottinga, † 1970)

## Velocisti(1)
- Percy Williams, velocista canadese (Vancouver, n. 1908 - Vancouver, † 1982)

## Vescovi anglicani(1)
- Percy Jocelyn, vescovo anglicano irlandese (n. 1764 - † 1843)

## Senza attività specificata(1)
- Percy Schmeiser, agricoltore canadese (Bruno, n. 1931 - † 2020)